# احمد الشاجی
احمد الشاجی (انگلیسی: Ahmed Al-Shaji؛ زادهٔ ۳ مهٔ ۱۹۸۶) یک بازیکن فوتبال است.